# Emmanuel Kundé
Emmanuel Kundé   (Yaoundé, 15 de juliol de 1956 - Emombo, 16 de maig de 2025) va ser un futbolista camerunès de la dècada de 1980. Fou internacional amb la selecció de futbol del Camerun amb la qual participà en la Copa del Món de futbol de 1982 i 1990. Pel que fa a clubs, destacà a Canon Yaoundé i Stade Reims.
Trajectòria com a entrenador:
- 1997–1998 Canon Yaoundé
- 1999–2000 US Bitam
- 2000 PWD Bamenda
- 2001–2006 US Bitam